# M'Ramer
M Ramer (franska: M Ramer (CR), M Ramer (Commune Rurale), arabiska: مولاي بوزرقطون) är en kommun i Marocko.   Den ligger i provinsen Essaouira och regionen Marrakech-Safi, i den centrala delen av landet, 300 km sydväst om huvudstaden Rabat. Antalet invånare är 7 782.